# 坂口光治
坂口 光治（さかぐち こうじ、1947年（昭和22年）8月29日 - ）は、日本の政治家。元東京都西東京市長（2期）、元東京都議会議員（5期）。

## 来歴

### 生い立ちから上京まで
長野県上田市出身。誕生地は小県郡泉田村。（泉田村小泉地区は後に川西村となり、その後上田市に編入）。農家の六人兄弟の末っ子、五男として稼業の米作り、酪農、養蚕等を手伝い18歳まで上田市で育つ。長野県上田千曲高等学校電気科卒業。高校時代は陸上部に所属。卒業後、布団袋一つを持ち進学の為、東京へ上京。

### 学生、教員時代
東京都武蔵野市の新聞専売所に勤め、午前3時半起きの新聞奨学生をしながら電子学園日本電子専門学校電子工学部を卒業（優秀表彰）。
卒業後は母校の助手を2年務め、同校の情報学部教員となり、コンピューターのプログラミング、システムデザイン及び経営事務管理論等を教える。傍ら慶應義塾大学経済学部経済学科に入学し、1980年に卒業する（表彰学生）
教員時代に教職員組合を結成し、初代委員長になり労働条件の改善に取り組んだ事などが政治家を志すきっかけの１つになる。

### 都議会議員時代
1985年、東京都議会議員選挙に日本社会党北多摩四区（小平、田無、保谷）から、初出馬、初当選。以来、1989年（二期目・所属政党は日本社会党）、1993年（三期目・日本社会党）、1997年（四期目・民主党）、2001年（五期目・民主党）と五期20年間にわたり、都議会議員を務める。
都議時代は土地取引適正化条例、都市計画税の減税、東京都住宅基本条例の制定など都市基盤整備等に尽力した。また、田無駅再開発・柳沢駅・ひばりヶ丘駅の整備促進、私学助成の充実と養護学校の整備、特養・老健等高齢者福祉施設、障害者施設の建設促進に貢献した。

### 西東京市長時代
2005年2月6日執行の西東京市長選挙に、民主党、日本共産党、社会民主党、生活者ネットワークの支援を受けて無所属新人として出馬。41項目の政権公約（マニフェスト）を掲げ、現職の保谷高範市長（自由民主党、公明党推薦）を破り初当選を果たした。
乳幼児医療の無料化など地域医療体制の充実、地域包括センターなど福祉施設の整備、全小中学校の耐震化、市民参加条例、タウンミーティングなど、前市長の保谷高範が進めていた政策をそのまま引き継ぐ形で公約の目標に沿って具体的な事業に着手し、西東京市誕生に当たっての環境づくりも推し進めた。公約達成率は81%。
2009年2月の任期満了に伴う西東京市長選挙で、民主、共産、社民、西東京・生活者ネットワークの推薦を受けて再選される。選挙戦では、公約（マニフェスト）に福祉、リサイクル、文化活動の充実、産業振興、安全・安心のまちづくり等の6分野を掲げた。二期目の市政は、公約に基づく6分野34項目の実現に着手し、保谷駅南口の再開発事業等を完成させた。2013年1月15日、同年2月に行われる市長選挙に出馬しないことを表明した。

## 年譜
- 1947年 - 8月29日誕生。[12]
- 1966年 - 長野県上田千曲高等学校電気科卒業。
- 1968年 - 電子学園日本電子専門学校電子工学部卒業、同校助手となる。
- 1970年 - 日本電子専門学校情報学部教員となる。
- 1974年 - 電子学園教職員組合結成 、初代委員長となる。
- 1979年 - 日本社会党に入党、地域活動に入る。
- 1980年 - 慶應義塾大学経済学部経済学科卒業、その後立教大学大学院（聴講）で国際経済論を学ぶ。
- 1984年 - 日本電子専門学校退職。
- 1985年 - 東京都議会議員選挙初当選。都市計画環境保全委員、厚生文教委員会理事、東京都老人研究所評議員等歴任。日本社会党北多摩四区（小平市、田無市、保谷市〉の議長に就任。
- 1989年 - 東京都議会議員選挙二期目当選。 衛生労働経済委員会副委員長、住宅政策審議会委員、公営企業会計決算特別委員会委員長（H2～H3）等歴任。
- 1993年 - 東京都議会議員選挙三期目当選。東京都監査委員（H4～H5）、全都道府県監査委員協議会連合会会長（H4～H5）、日本社会党都議団・市民ネットワーク。都議団政務調査会長（H5～H6）等歴任。
- 1997年 - 東京都議会議員選挙四期目当選。都議会民主党幹事長（H9～H10）、財政委員会理事、警察消防委員、医学研究機構評議員、国際交流財団評議員等歴任。
- 2001年 - 東京都議会議員選挙五期目当選。総務委員会委員長（H13～H14）、警察消防委員会副委員長、都市計画審議会委員、東京都交響楽団評議員、芸術文化振興議員連盟副会長等歴任。
- 2005年1月 - 東京都議会議員退職（H17.1.24）。
- 2005年2月 - 西東京市長選挙初当選。柳泉園組合（3市）副管理者（～H25.2）、東京都たま広域資源循環組合（25市1町）理事、多摩六都科学館組合（5市）管理者等（～H25.2）、公立昭和病院組合（8市）理事及び会長等（～H25.2）等歴任。
- 2009年 - 西東京市長選挙二期目当選。東京都市長会役員及び建設部会長（～H25.2）、多摩北部都市広域行政圏協議会理事及び会長（～H25.2）、東京大学生態調和農学機構運営諮問委員会委員（H23～H25.2）等歴任。
- 2013年 - 任期満了に伴い、西東京市長退職。
- 2017年11月 - 旭日中綬章を受章。

## 政治活動

### 東京都議会議員（5期）
専門学校教員を退職し、都議会議員選挙に初出馬する際は、「坂口こうじを支持する女たちの会」という会が発足し、多くの女性、高齢者などからの支持を受け、初当選を果たす。人権を守るための科学、暮らしの中の発言を大切に、開かれた都政を目指した。高齢化社会での地域福祉を考え、住民同士の助け合いに目を向け、「自助」「公助」「共助」（三助）による「地域住民参加型福祉サービス」などを提唱。
海外の都市を公私ともに多数訪問し、世界各地の都市問題を調査している。それらの研究を元に、議会では積極的な政策提言を行い、自費出版物も多い。東京都が全国に先駆けて制定した「土地取引適正化条例」や「東京都住宅基本条例」の制定に尽力した。
田無市、保谷市の合併問題にも尽力、地元の都市基盤整備、住宅問題、福祉や医療体制の充実に尽力した。

### 西東京市長選挙2005年2月・2009年2月
西東京市は「平成の大合併」の1つである田無市と保谷市の合併時の選挙で旧両市長の一騎討ちとなり、そのしこりが残る形となっていた。
2005年2月の選挙戦をめぐっては小倉智昭を司会として市内の「こもれびホール」にて公開討論会（2005年1月23日・青年会議所主催）が行われた。この時の選挙戦は双方の幹部クラスの国会議員が応援演説に駆けつけ、市民の関心が大変高い選挙戦となった。
坂口は民主党、共産党、社民党、生活者ネットからの支持を受け、当時、地方自治体選挙では珍しかった（同市では初めての）政権公約（マニフェスト）を作成し、「市民参加」「情報公開」「説明責任」の三原則のほか、多選自粛（最長で3期12年まで）や市長公用車の廃止、不要不急の公共事業の見直し等、41項目の具体的な項目を挙げて幅広い支持を集め圧勝した。（坂口こうじ 40,771票　保谷高範 27,110票／投票率45.69％）
2009年2月に行われた二期目の西東京市長選は、明確な争点が見えず投票率は37.19%と低迷した。選挙は接戦で無所属現職の坂口が無所属新人二人を破り再選を果たした（坂口光治25,844票　保谷七緒美21,607票　内田直之9,098票）。
坂口は低投票率について、「自分への批判として謙虚に受け止める」と語った。

### 西東京市長として
長野県知事（当時）の田中康夫は坂口の事を「市民と同じ目線と体温を持つ政治家」と評した。坂口は「お年寄りや若者、子供も、障害を持つ人も、健康な人も、生き活きと暮らせる西東京市」を目標とし、西東京市の抱える都市問題を分析、選挙戦では分野毎に項目立てした公約（マニュフェスト）を作成している。施政方針は、市の中長期総合計画を踏まえ、公約に基づき年度毎の具体的な事業を実施する方法で行った初当選時は保守層から「野合」と批判され予算編成も懸念されたが、それらをまとめてきた政治手腕を評価する声がある。。
初当選後、市長給与及び市議報酬の10パーセント引き下げを西東京市議会に諮ったが、反対多数で否決された。西東京市の報酬審議会では、逆に給与の10パーセント引き上げが答申され、2008年4月から市長給与が月額8万5千円増額された。
西東京市の財政難により、ゴミ収集の有料化を決定した。そのことにより、ゴミの減量化と、財政の健全化が図られた。
市政運営では、タウンミーティングなどによる、市民参加の手法を大切にしていた。2009年の二期目の市政においては、選挙公約に基づく市長給与の20パーセント減額を行うとともに、保谷駅南口再開発事業の完成、ひばりヶ丘駅北口の街路整備事業の促進、健康都市宣言はじめ市民の保健・医療・福祉・介護の充実等、前市長の保谷高範が進めていた政策をそのまま引き継ぐ形で取り組んだ。また、第２次基本構想・基本計画案の作成に着手したが、2013年二期の任期満了とともに退職した。市長二期の公約達成率は両期とも80%を超えている。
在任中は、東京都市長会の建設部会長や、東京都たま広域資源循環組合の理事、柳泉園組合の副管理者として、ゴミの減量や環境問題に取リ組んだ。また、多摩六都科学館（5市の一部事務組合）の管理者として施設の充実（プラネタリウムはギネスブックに登録）、公立昭和病院組合（8市の一部事務組合）の理事及び会長として地域医療の充実、多摩北部都市広域行政圏協議会（５市）理事及び会長として、鉄道の連続立体交差を含む都市基盤整備の促進等にも取り組んだ。

## 所属団体
西東京三田会会長（2016年-）、西東京市長野県人会顧問、西東京市日中友好協会顧問、西東京明るい社会をつくる会会長、（前）知的障害者育成会（手をつなぐ親の会）会員、（前）西東京市体育協会顧問、（前）西東京市シルバー人材センター名誉会長、（前）日本赤十字社東京都支部西東京市地区地区長

## 人物
趣味 - 写真、絵画、野球。身体障害を持つ子がいる。
座右の銘 - 「弛まざる努力と大胆な挑戦」